# Sonja Brentjes
Sonja Brentjes (* 1951)  ist eine deutsche Wissenschafts- und Mathematikhistorikerin.
Sonja Brentjes ist die Tochter des Orientarchäologen Burchard Brentjes, der Professor an der Universität Halle war, ihre Mutter Helga Brentjes war Arabistin und Journalistin. Sie studierte von 1969 bis 1973 Mathematik an der TU Dresden (Abschluss als Diplom-Mathematiker). Anschließend absolvierte sie ein Forschungsstudium der Mathematikgeschichte an der Karl-Marx-Universität Leipzig (bei Hans Wußing) und promovierte 1977 an der TU Dresden mit einer Dissertation über die Geschichte der Linearen Optimierung zur Dr. rer. nat.
Von 1976 bis 1980 arbeitete sie als wissenschaftliche Assistentin, anschließend bis 1997 als wissenschaftliche Mitarbeiterin am Karl-Sudhoff-Institut für Geschichte der Medizin und der Naturwissenschaften der Universität Leipzig. Berufsbegleitend absolvierte sie 1978 bis 1982 ein Diplomstudium der Nahostwissenschaften (Arabische und persische Sprache und Geschichte des Nahen Ostens) an der Martin-Luther-Universität Halle-Wittenberg. Mit einer Arbeit über ein zahlentheoretisches Werk des arabischen Mathematikers Ibn Fallus aus dem 13. Jahrhundert und die Wirkungsgeschichte der Nikomachos-Tradition in der Zahlentheorie im islamischen Mittelalter erlangte sie 1989 an der Universität Leipzig die Promotion B zur Dr. sc. nat., die nach der deutschen Wiedervereinigung als Habilitation mit venia legendi für Wissenschaftsgeschichte anerkannt wurde. 
Ab 1991 führten sie Forschungsaufenthalte an die Ludwig-Maximilians-Universität München, die Universität Paris VIII, das Centre national de la recherche scientifique, die University of Oklahoma und das Institute for Advanced Study in Princeton. Von 1996 bis 1999 forschte sie am Max-Planck-Institut für Wissenschaftsgeschichte in Berlin, ab 1999 am Institut für Wissenschaftsgeschichte der Universität Frankfurt. Als Rockefeller Fellow war sie 2002/03 erneut an der University of Oklahoma, 2004 bis 2007 lehrte sie als Associate Professor am Institut für das Studium muslimischer Kulturen der Aga Khan University in London. 2007 forschte sie am Institut für Wissenschaftsgeschichte der Ludwig-Maximilians-Universität München und 2008 bis 2012 an der Universität Sevilla. Ab 2012 forschte sie erneut am Max-Planck-Institut für Wissenschaftsgeschichte.
Brentjes befasst sich mit Mathematikgeschichte, Bildungsinstitutionen, interkulturellen Begegnungen und Geschichte der Kartographie im islamischen Raum in der Zeit bis etwa 1700 und interkulturelle Beziehungen im Mittelmeerraum und Westasien seit dem 8. Jahrhundert. Sie befasste sich unter anderem mit Avicenna, al-Chazini (Buch der Weisheit), Geschichte nautischer Kartographie im Mittelmeer, Visualisierung des Himmels in Eurasien und Nordafrika vor 1700, dem Erlernen des Arabischen im Europa der frühen Neuzeit außerhalb von Universitäten und Unterricht in islamischen Ländern.
1995 wurde sie korrespondierendes Mitglied und 2002 volles Mitglied der International Academy of the History of Science. Für 2021 erhielt sie den Kenneth-O.-May-Preis.
Brentjes war ab 1970 Mitglied der SED. Bei der Europawahl 1994 kandidierte sie auf der Liste der PDS, die jedoch den Einzug ins EU-Parlament verpasste.

## Schriften (Auswahl)
- mit Burchard Brentjes: Ibn Sina (Avicenna): Der fürstliche Meister aus Buchara. Teubner, 1979
- On the Location of the Ancient or “Rational” Sciences in Muslim Educational Landscapes (AH 500–1000). In: Bulletin of the Royal Institute for Inter-Faith Studies Band 4 (2002), S. 47–71.
- Travellers from Europe in the Ottoman and Safavid Empires, 16th–17th Centuries. Seeking, Transforming, Discarding Knowledge. Ashgate, 2010.
- Herausgeber mit Jürgen Renn: Globalization of Knowledge in the Post-Antique Mediterranean, 700–1500. Routledge, 2016.
- Herausgeber mit Taner Edis, Lutz Richter-Bernburg: 1001 Distortions. How (Not) to Narrate History of Science, Medicine, and Technology in Non-Western Cultures.  Ergon Verlag, Würzburg 2016.
- Teaching and Learning the Sciences in Islamicate Societies (800–1700). Brepols, Turnhout 2018.